# 葡萄 (物种)
葡萄（學名：Vitis vinifera），是一種主要用來釀造酒的葡萄，葡萄科葡萄属的開花植物。目前有 5,000 到 10,000 个品種，但只有少數品種對生產具有商業意義。
野生葡萄一般歸類為野生亞種（V. v. subsp. sylvestris），而培植種則是指名亞種（V. v. subsp. vinifera）。馴化的葡萄樹是有雌雄同體的花，而野生亞種的是雌雄異花的（雄花和雌花在不同的植物上），需要授粉來結果。
葡萄可以新鮮食用或曬乾後製成葡萄乾、蘇丹娜葡萄、和黑葡萄乾。 葡萄葉被用於許多文化的烹飪中。 新鮮的葡萄還可以加工成葡萄汁，發酵後製成酒和醋。 葡萄品種構成了世界各地生產的大多數葡萄酒的基礎。 所有熟悉的葡萄酒品種都屬於 Vitis vinifera，它在除南極洲以外的每個大陸以及世界上所有主要的葡萄酒產區都有種植。

## 形态
釀酒葡萄是爬藤植物，可以高達35米，有片狀的樹皮；卵圆形叶子互生，3-5裂，長及闊5-20厘米，叶背光滑或微有毛茸；圆锥花序；果實是椭圆形或圆形漿果；果皮和果肉不易分离。野生葡萄直徑長6毫米，呈深紫色至黑色；培植種的葡萄一般都較大，可長達3厘米，呈綠色、紅色或紫色。它們一般生長在潮濕森林及河邊。

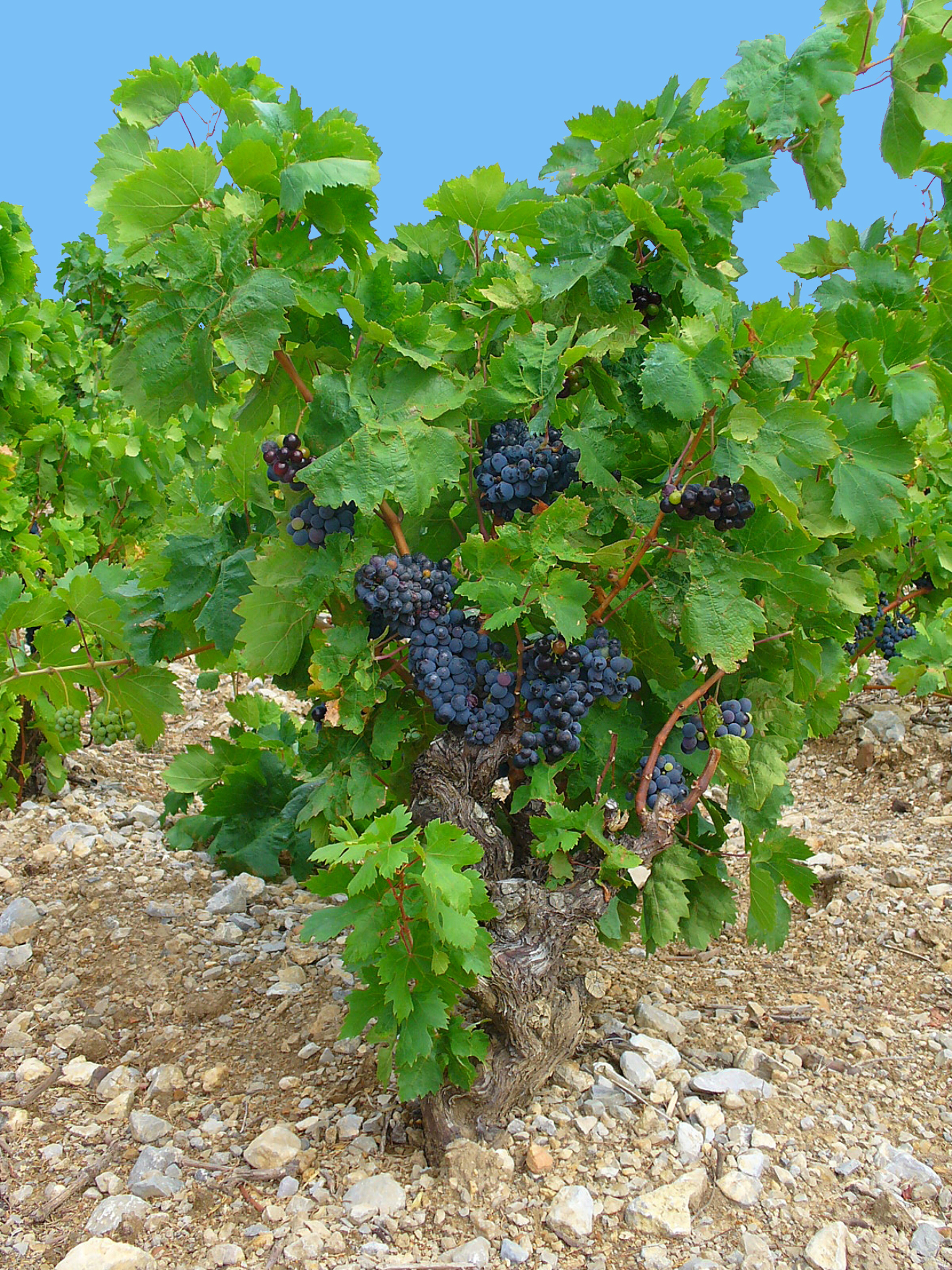
植株
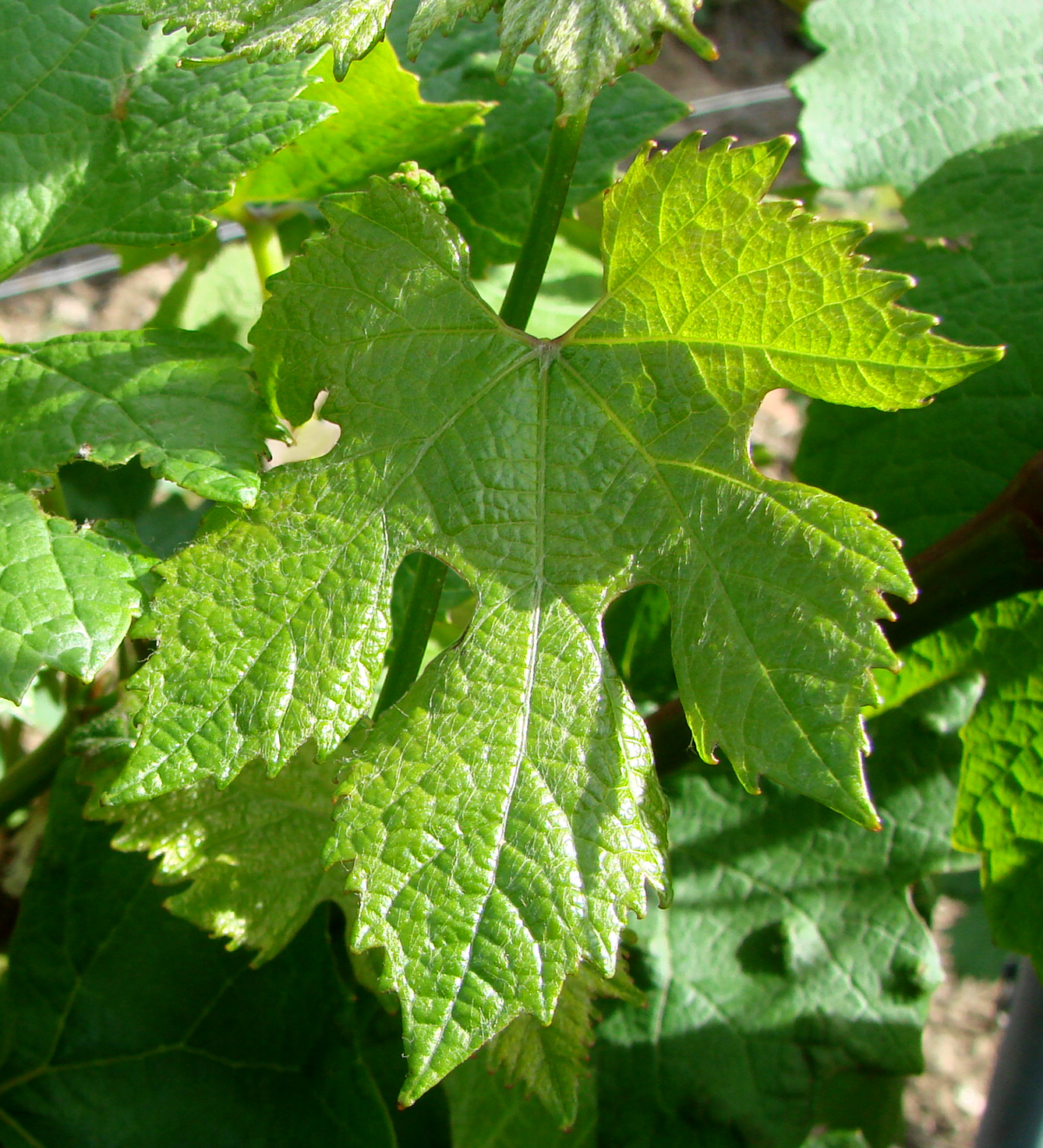
葉
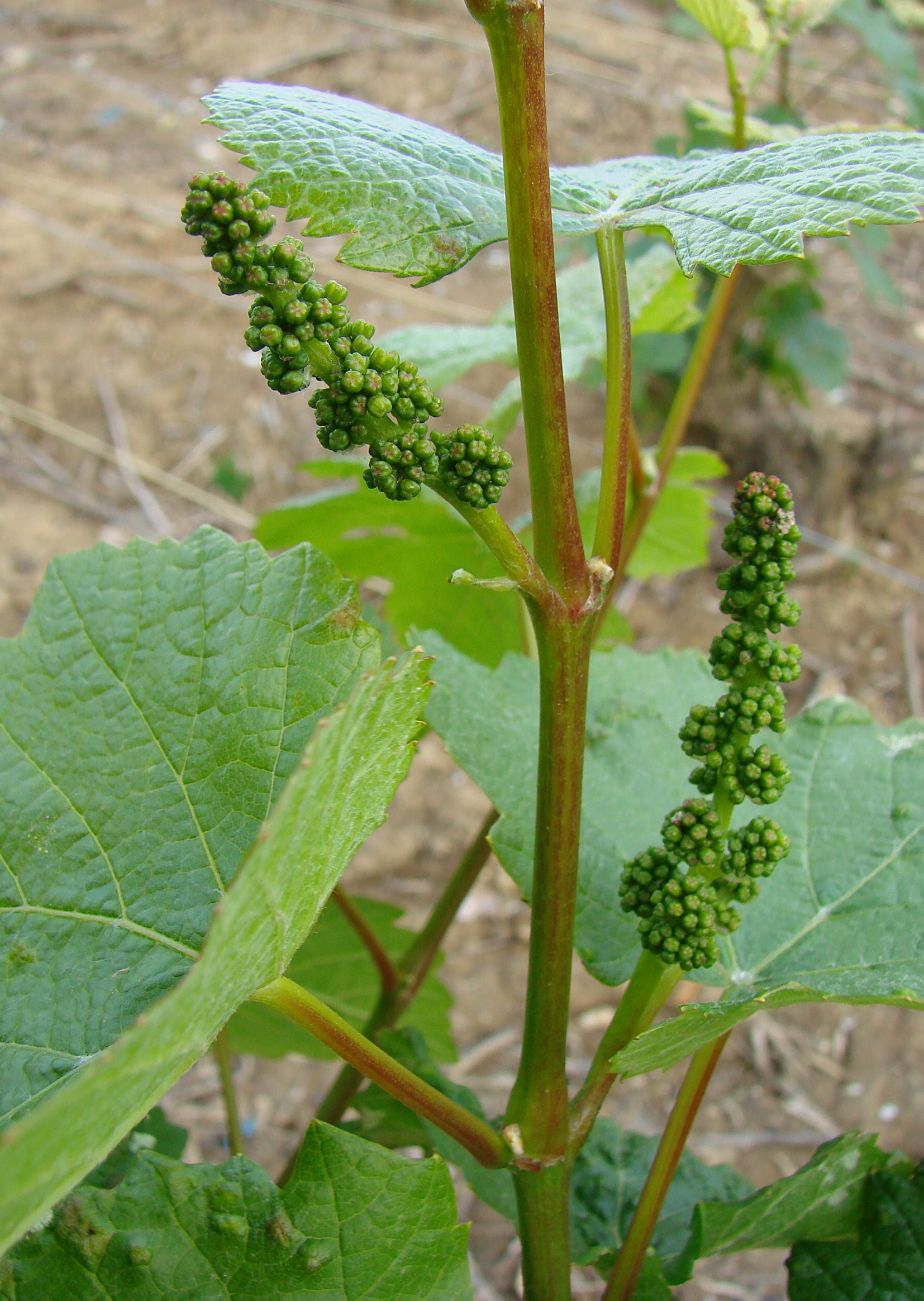
花序
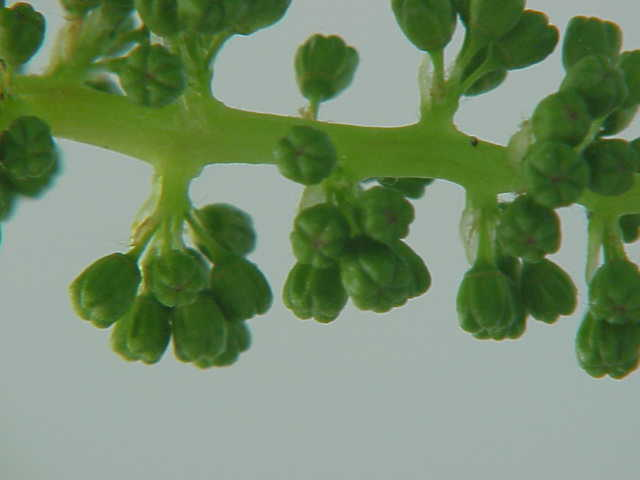
花序
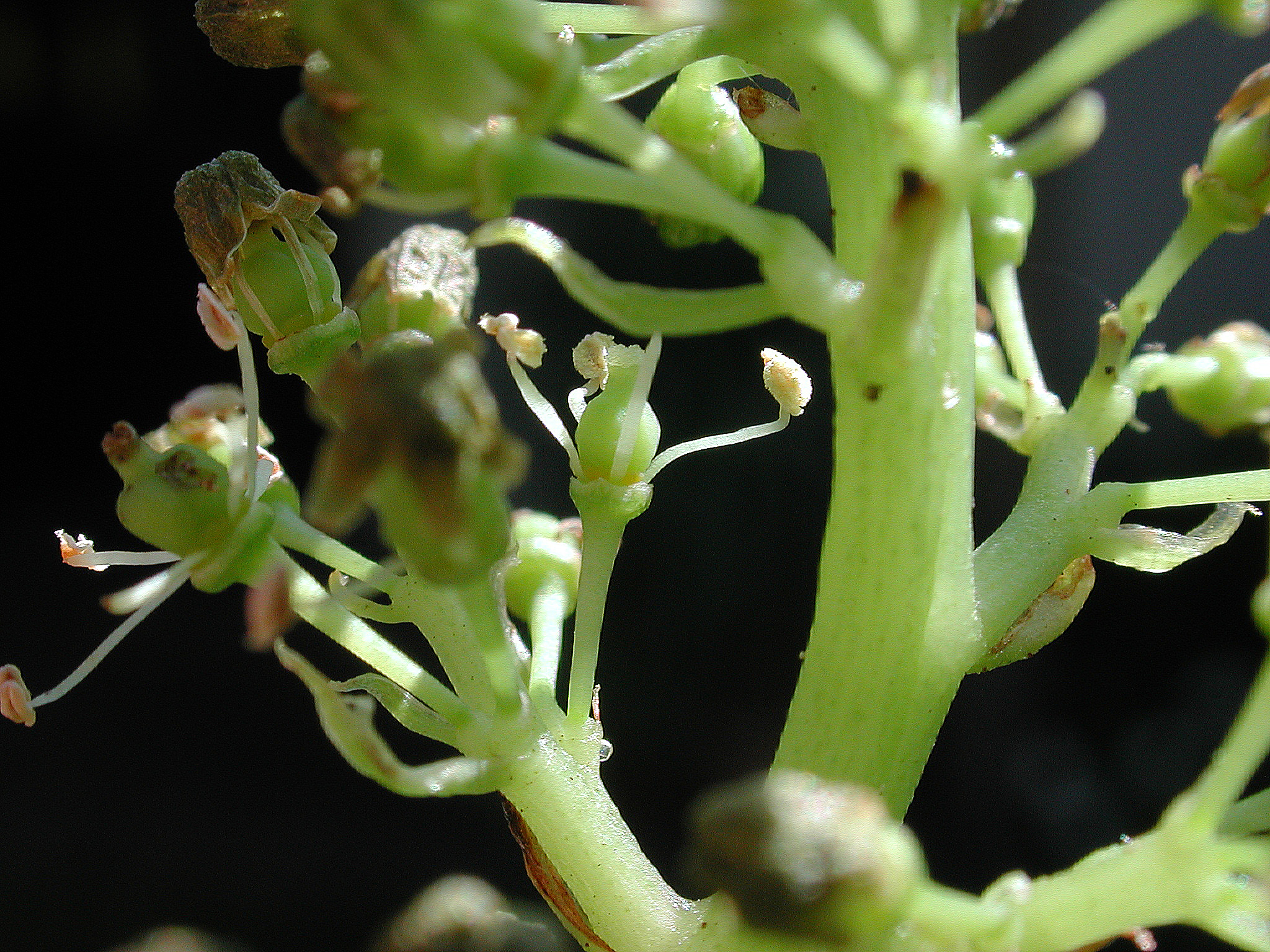
花
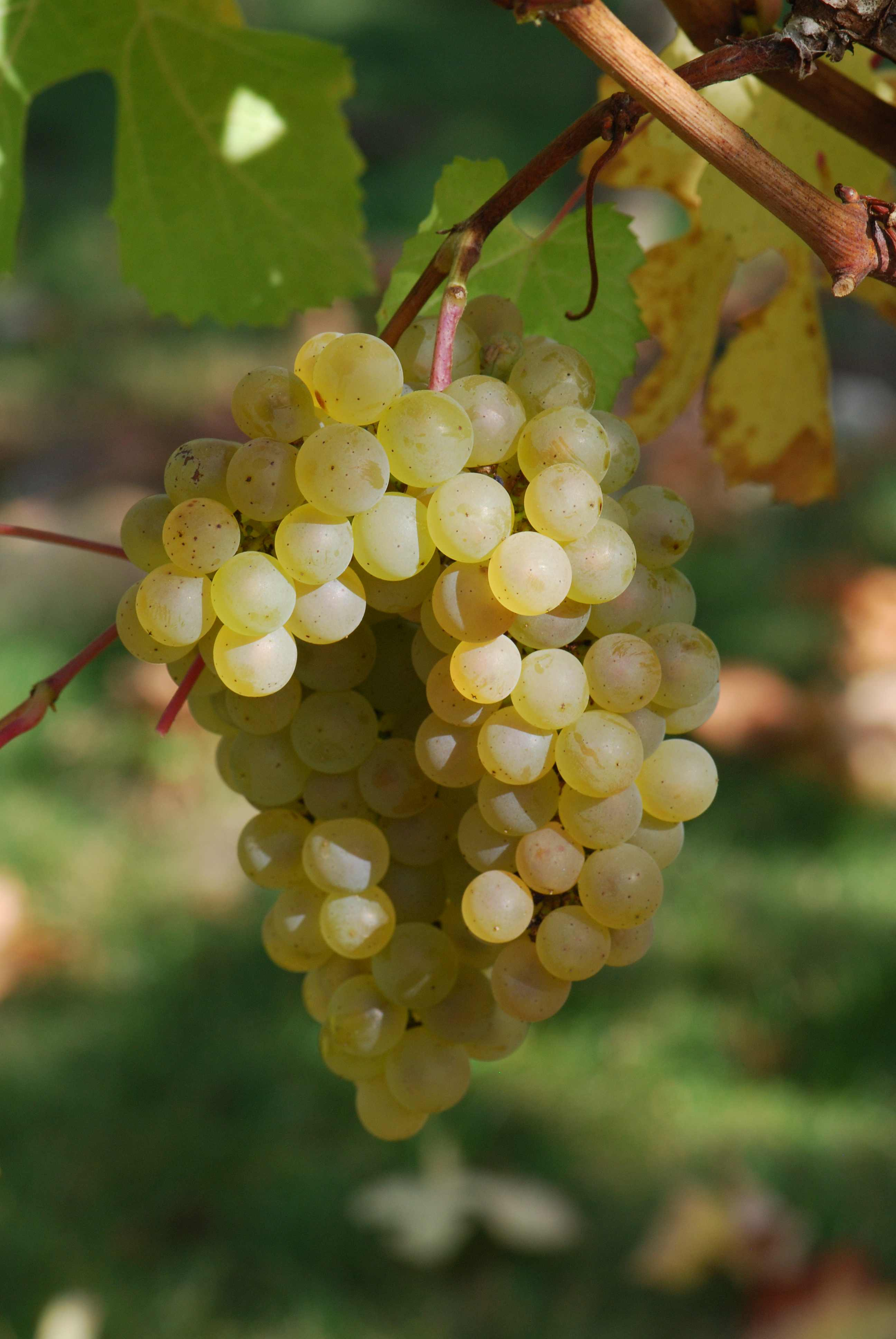
Chardonnay
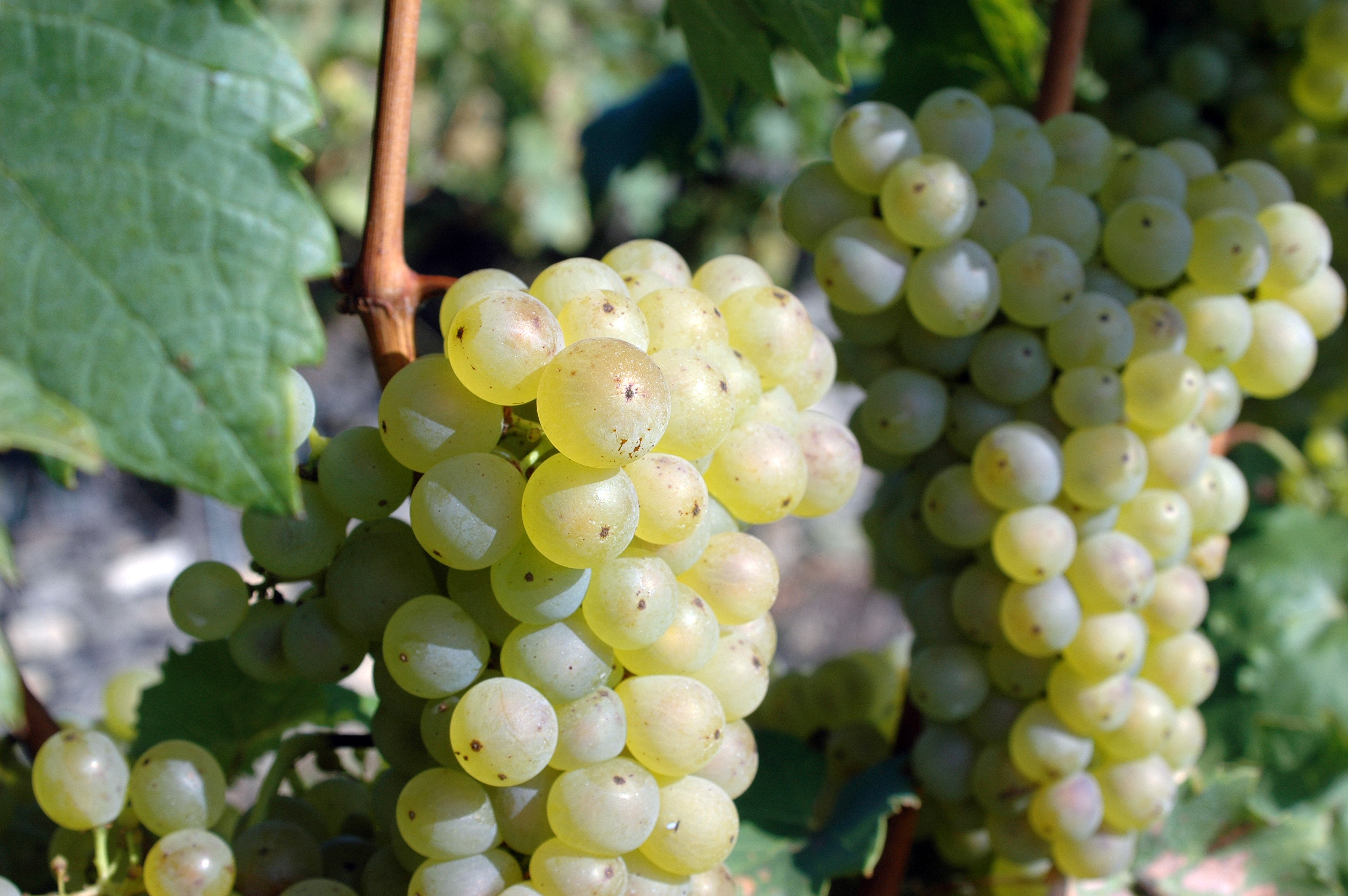
Riesling
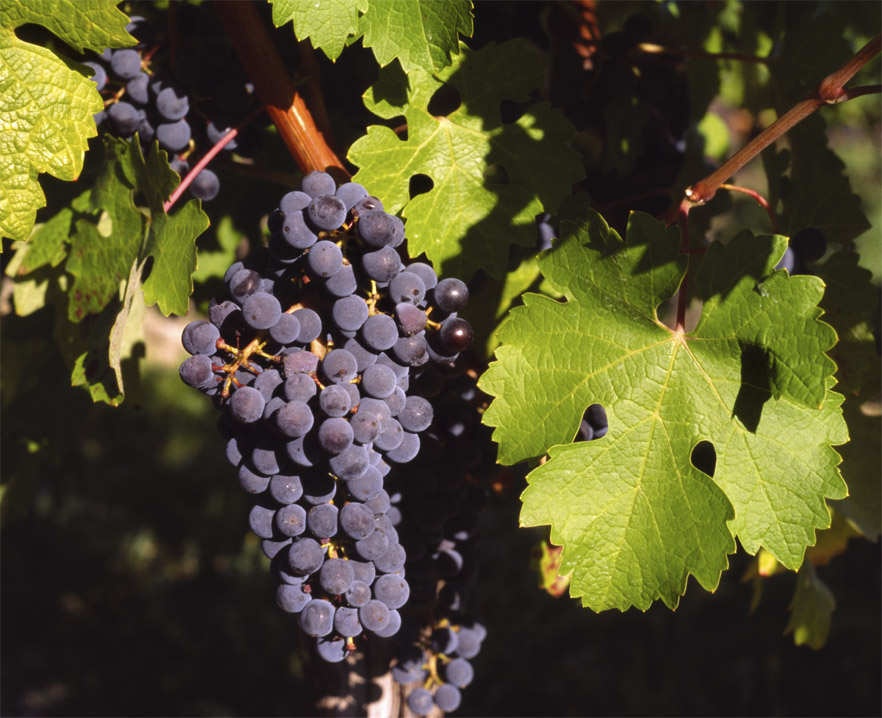
Cabernet Sauvignon

## 分布
葡萄原产于地中海地區、中歐及亞洲西南部（由摩洛哥及西班牙北部至德國南部及東至伊朗）。
现在世界大部分大洲（除了南極洲）上都有種植，包括中歐及南歐、西亞的安那托利亞、高加索及中東和中國、北非地中海岸及南非、北美洲的加利福尼亞州、新墨西哥州、紐約州、英屬哥倫比亞、墨西哥及加拿大、南美洲的智利、阿根廷、烏拉圭及巴西、大洋洲的澳洲及新西蘭。

## 历史
葡萄约於1億3000萬年前出現，而與人類的關係可追溯至新石器時代。野生葡萄是由覓食者及早期農夫採摘。幾千年來，葡萄都因其醫藥療效及營養價值而被採集。其歷史與酒的歷史緊密纏繞在一起。
葡萄的籽形狀及分佈的馴化始於公元前3500-3000年的西南亞洲、南高加索、或黑海西岸地區。於史前或早期歷史時期，其種植被擴展至舊世界的其他地方。首份記載葡萄及酒的文獻是公元前3000年的《吉爾伽美什史詩》及蘇美爾古卷。在古埃及也有大量的象形文字記載酒是留給祭師、國務要員及法老。

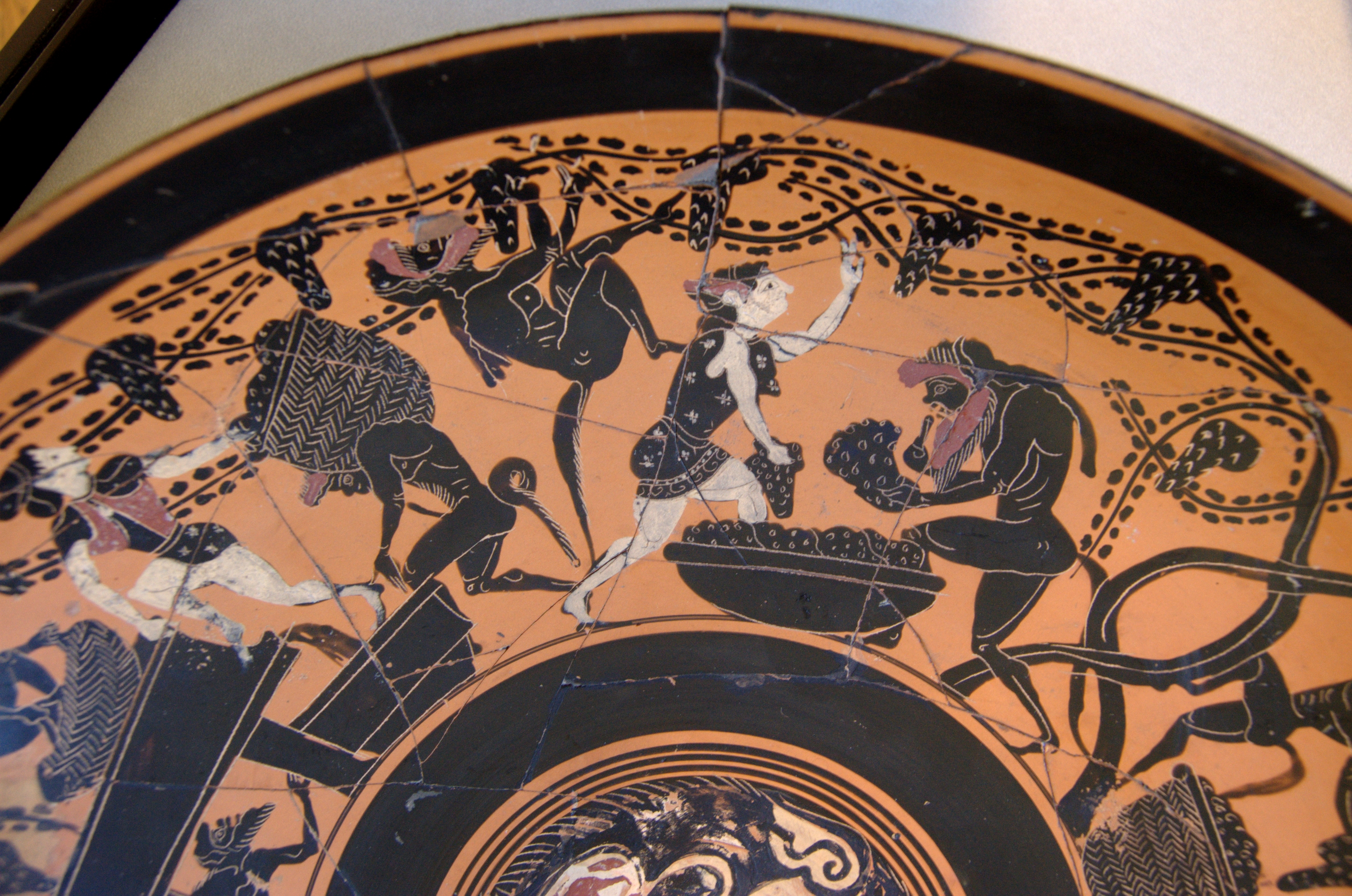
4世紀伊特拉斯坎人的陶器上繪有收成葡萄的情境。

古希臘於米諾斯文明時期將釀酒及種植葡萄的技術引進到歐洲。赫西俄德在其《工作與時日》中清楚記載葡萄收成的情境及釀酒技術，荷馬亦有很多類似的記載。希臘透過殖民將這些技術帶到其他地方，如義大利。
伊特拉斯坎人改進了釀酒的技術，並發展出口貿易往遠離地中海盆地的地區。
古羅馬進一步改善伊特拉斯坎人的技術，多份文獻（包括老加圖的《農業志》（De Agri Cultura）、馬庫斯·特倫提烏斯·瓦羅（Marcus Terentius Varro）的《論農莊》（De re rustica）及維吉爾的《農事詩》（Georgics））所記載的資料到現今仍然有效。
於3世紀及4世紀，羅馬帝國長期的危機製造了邊境地區的不穩，引致葡萄種植產量的減少，差不多只在近沿海的城市及市鎮保留了種植業。
於5世紀至10世紀，葡萄差不多只有在修道院種植。本篤會等將葡萄種植業向北方擴展，並在較高海拔地區也拓展葡萄園。除了宗教性的種植外，他們也為貴族種植葡萄。

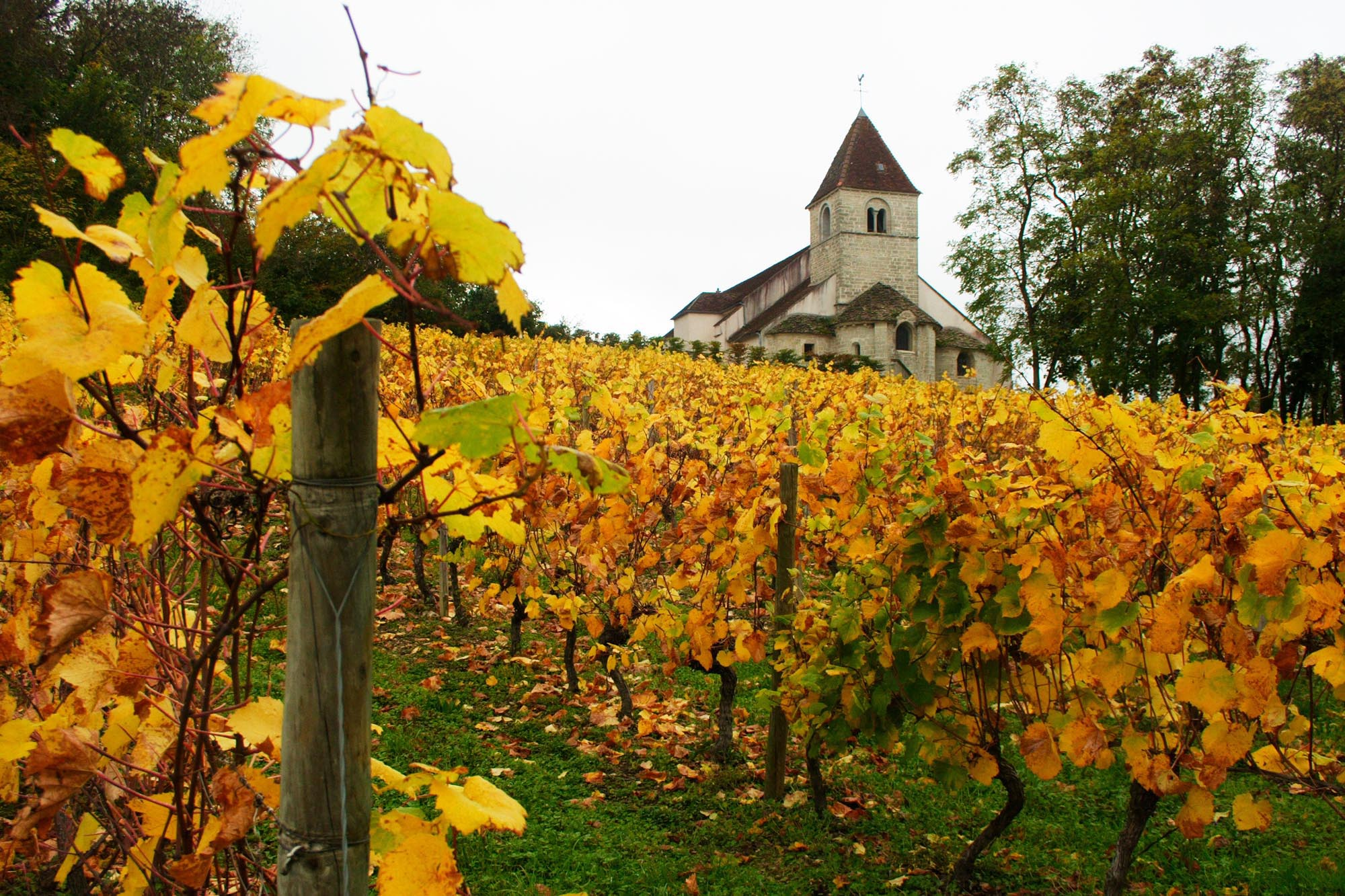
葡萄園。

葡萄種植業在7世紀前的中東都是重要的經濟活動，但伊斯蘭的擴展則令其衰落(因伊斯蘭教禁酒)。
到了中世紀及文藝復興時期，葡萄種植業再次起飛。城市及市鎮的人口聚集，令藝術家及商人的購買力增加，使得葡萄種植業投資亦相應增加。於文藝復興時有很多文獻都記載著以科學方式種植葡萄及釀酒，是為現今葡萄品種學的起源。
葡萄隨著歐洲殖民而走遍全世界，約於1600年代到達北美洲，並到達非洲、南美洲及澳洲。從北美洲原產的葡萄屬出現混種，目的是對抗葡萄蟲根瘤蚜。後來北美洲的砧木被廣泛用在釀酒葡萄的接枝上，以抵抗葡萄蟲。
到了20世紀下半葉，基於微生物學、化學及葡萄品種學，種植葡萄由傳統技術轉移至科學方法。這種改變亦是因經濟及文化的需求所致。
《自然》期刊曾刊登葡萄的基因組序列。釀酒葡萄是第四種被完全序列出基因組的有花植物。這項研究有助了解植物的演化及與酒香味有關的基因。
於2007年3月，澳大利亞聯邦科學與工業研究組織指她們發現了紅色葡萄兩種極度稀有及獨立的基因突變，生產出白色的葡萄藤。若當中只有一個基因產生突變，大部份的葡萄都仍會是紅色的。

## 品种
- 东方品种群，包括中国栽培的古老品种,“无核白”、“牛奶”、“龙眼”以及后来引进的“白玫瑰香”、“保尔加尔”和“白雅”等，其特点是植株大多生长势强，生长期长，适应干旱气候，果穗和果粒大而美观，但果粒数少，抗真菌病害能力弱，多数宜于鲜食，“无核白”是主要的干制品种；
- 黑海品种群，如“白羽”、“晚红蜜”、“巧吾什”等，生长势中等或强，果穗中大，生长期较短，耐旱性较弱而耐寒性较强；
- 西欧品种群，如“雷司令”、“赤霞珠”、“黑彼诺”、“白彼诺”等，果穗小而紧，果粒小或中大，生长期较短，抗寒性较强，多为酿酒品种。

## 用途

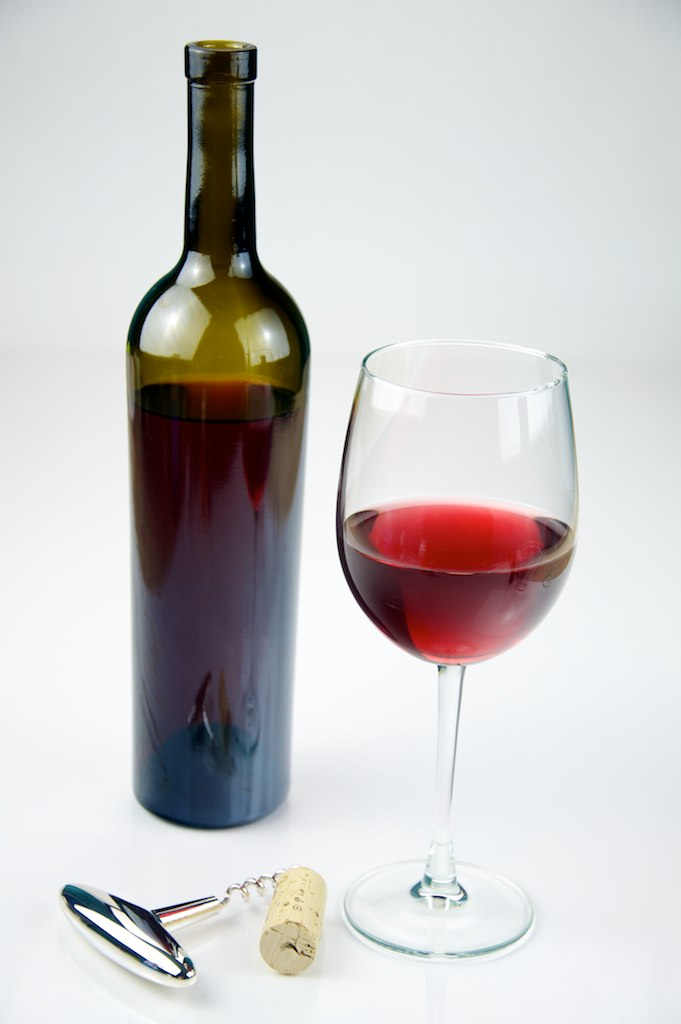
葡萄酒

葡萄的使用可以追溯至新石器時代，在伊朗北部就曾於1996年發現了7000年前的酒罍。進一步的證據顯示美索不達米亞人及古埃及人都會種植葡萄及釀酒。希臘哲學家推崇葡萄的治療效用及釀酒。中國種植釀酒葡萄及釀酒始於2世紀的漢朝，相信是從大宛入口了釀酒葡萄開始。不過在此之前，中國是使用野生的山區葡萄（如細本葡萄）來釀酒。
歐洲民間醫師會用葡萄藤的樹汁來醫治皮膚及眼睛疾病。其葉子傳統上也用來幫助痔的止血、鎮痛及抗炎。生葡萄也有用來治療喉嚨痛，而葡萄乾則用來治療結核及便秘和解渴。熟葡萄則用來治療癌症、霍亂、天花、噁心、皮膚及眼睛感染，與及腎臟及肝臟疾病。
現已發展出沒有核的葡萄，但學者發現大部份葡萄的有益特性都是來自其種子的植物化學物質含量。
將葡萄藤葉子放入肉碎、飯及洋蔥中，是巴爾幹半島傳統食物，稱為朵尔玛。

## 化学

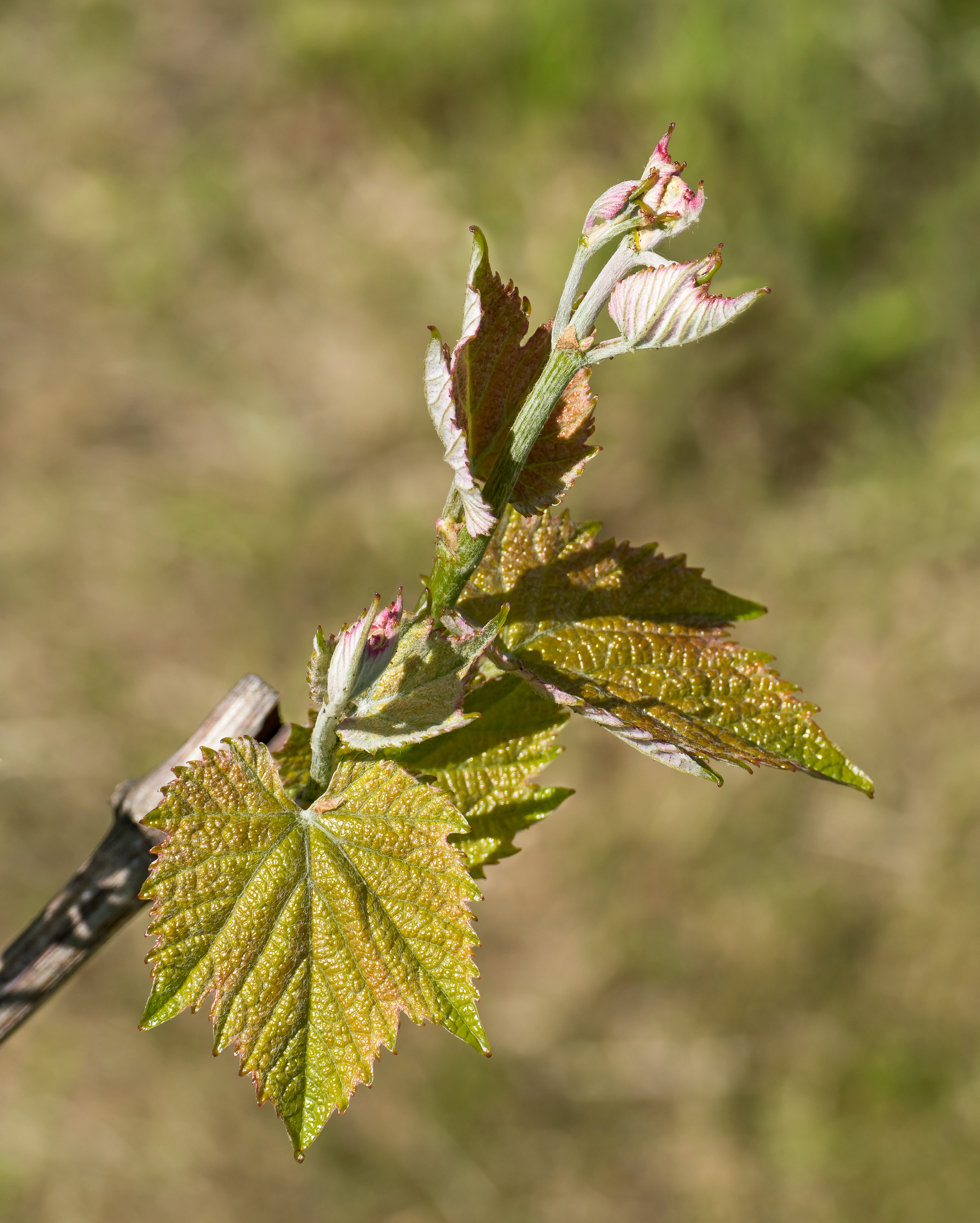
年轻的葡萄芽和叶子

### 酚类化合物
葡萄含有许多酚类化合物。 花青素存在于浆果的表皮中，果肉中含有羟基肉桂酸，种子中含有原花青素类的浓缩单宁。 芪类化合物存在于皮肤和木材中。

#### 芪类化合物
反式白藜芦醇是一种抗真菌病原体生长的植物抗毒素(Phytoalexin)，例如灰葡萄孢菌，而δ-葡萄素是另一种葡萄植物抗毒素，是在葡萄霉感染真菌(Plasmopara viticola)后产生的。
- 涩素 (Astringin)

#### 花青素
葡萄的红色品种富含花青素，可将颜色赋予浆果（通常在果皮中）。 葡萄中发现的 5 种最基本的花青素是：
- 矢车菊素-3-O-葡萄糖苷 (Cyanidin-3-O-glucoside)
- 翠雀花素-3-O-葡萄糖苷 (Delphinidin-3-O-glucoside)
- 锦葵素-3-O-葡萄糖苷
- 矮牵牛素-3-O-葡萄糖苷 (Petunidin-3-O-glucoside)
- 芍药花素-3-O-葡萄糖苷 (Peonidin-3-O-glucoside)

### 其他化学成分
类异戊二烯单萜存在于葡萄中，尤其是无环芳樟醇、香叶醇、橙花醇、香茅醇、同三烯酚和单环 α-松油醇，主要以糖苷形式存在。 类胡萝卜素在成熟的葡萄浆果中积累。 类胡萝卜素的氧化产生挥发性片段，C13-降异戊二烯(C13-norisoprenoids)。 这些是具有强烈气味的化合物，例如 β-香堇酮（viola的香气）、Damascenone（exotic fruits水果的香气）、β-Damascenone（玫瑰的香气）和 β-紫罗兰醇（花和水果的香气）。 褪黑素是一种生物碱，已在葡萄中被发现。  此外，种子富含不饱和脂肪酸，有助于降低血液中总胆固醇和低密度脂蛋白胆固醇的水平。

## 延伸阅读
- （英文）Francesco Emanuelli; Silvia Lorenzi; Lukasz Grzeskowiak; Valentina Catalano; Marco Stefanini; Michela Troggio; Sean Myles; José M. Martinez-Zapater; Eva Zyprian; Flavia M. Moreira & M. Stella Grando. . BMC Plant Biology. 2013, 13: 39. PMC 3610244 . PMID 23497049. doi:10.1186/1471-2229-13-39.
- （英文）Manzi Luigi, La viticoltura e l'enologia al tempo dei romani, Er. Botta, Roma 1883.
- （英文）Marescalchi Arturo, Dalmasso Giovanni, Storia della vite e del vino in Italia, 3 voll., Unione Italiana Vini, Milano 1931-33-37.
- （英文）Daniel Zohary; Maria Hopf. . Oxford: Oxford University Press. 2000. ISBN 978-0-19-850356-9.